# C-lebrity
C-lebrity este al doilea single extras de pe albumul The Cosmos Rocks al formației britanice de rock Queen + Paul Rodgers. A debutat live într-una din emisiunile Al Murray's Happy Hour de pe ITV. Melodia spune povestea din punctul de vedere al unei celebrități aspirante care nu dorește ca lipsa sa aparentă de talent să o împiedice în urmarea carierei.
Va apărea în Europa pe data de 8 septembrie 2008, ca 7", CD Single și download. Taylor Hawkins, membrul formației Foo Fighters va cânta voce de acompaniament, iar Brian May va cânta la chitară bas.
Single-ul a debutat pe postul de radio BBC Radio 2, pe 4 august 2008. Melodia completă poate fi ascultată în cadrul Album Club-ului de pe site-ul oficial al formației Queen.

## Listă de melodii
CD
- 1. C-lebrity
- 2. C-lebrity (Video de la Al Murray's Happy Hour)
- 3. C-lebrity (Tutorial Now Play It)

7"
- 1. C-lebrity
- 2. Fire And Water (Live în Japonia)

Download
- 1. C-lebrity
- 2. Fire And Water (Live în Japonia)

download exclusiv iTunes 
- 1. C-lebrity
- 2. Fire And Water (Live în Japonia)
- 3. The Show Must Go On (Live în Japonia)

## Muzicieni
- Paul Rodgers - voce
- Brian May - chitară solo, chitară bas, voce de acompaniament
- Roger Taylor - tobe, voce de acompaniament
- Taylor Hawkins - voce de acompaniament